# Djebel Tjawti
Djebel Tjawty o Gebel Djauti és un lloc del desert occidental de Tebes (Luxor) on s'han trobat uns grafits que fan referència al període predinàstic egipci.